# La buona figliuola
La buona figliuola oder La Cecchina (moderne Schreibweise: La buona figliola, deutscher Titel: Das gute Mädchen) ist eine Opera buffa (Originalbezeichnung: „Dramma giocoso“) in drei Akten von Niccolò Piccinni (Musik) mit einem Libretto von Carlo Goldoni nach Samuel Richardsons Roman Pamela, or Virtue Rewarded. Sie wurde am 6. Februar 1760 im Teatro delle Dame in Rom uraufgeführt und erfreute sich bis zum Ende des 18. Jahrhunderts größter Beliebtheit in ganz Europa.

## Handlung

### Kurzfassung
Erster Akt. Die junge Cecchina ist als Findelkind bei der Marchesa Lucinda und deren Bruder, dem Marchese, aufgewachsen und arbeitet dort jetzt als Gärtnerin. Der Bauer Mengotto umwirbt sie vergeblich, da Cecchina in den Marchese verliebt ist. Diese Liebe wird erwidert. Komplikationen gibt es jedoch durch die Eifersüchteleien und Intrigen der Bäuerin Sandrina und des Zimmermädchens Paoluccia. Sandrina informiert den Verlobten ihrer Herrin, den Cavaliere Armidoro, über die unstandesgemäße Affäre seines künftigen Schwagers mit der Gärtnerin. Armidoro kann dies nicht akzeptieren. Falls die beiden tatsächlich heiraten sollten, müsste er mit Rücksicht auf die Familienehre seine Verlobung mit der Marchesa lösen. Diese entlässt Cecchina daraufhin unter einem Vorwand. Der Marchese setzt sich zwar für seine Geliebte ein, kann jedoch nichts ausrichten. Als Cecchina sich traurig von ihren vermeintlichen Freundinnen Sandrina und Paoluccia verabschieden will, spielen die beiden Mengotto und den Marchese gegeneinander aus, sodass sich beide von ihr abwenden.
Zweiter Akt. Cecchina soll im Auftrag Armidoros von einer Gruppe bewaffneter Männer in die Stadt gebracht werden. Mengotto verhindert dies mit Hilfe einiger Jäger. Er kann seinen Erfolg aber nicht genießen, da der Marchese eingreift und Cecchina auf sein Gut zurückführt. Mengotto will sich nun in seiner Verzweiflung selbst töten. Glücklicherweise erscheint ein deutscher Kürassier namens Tagliaferro, der ihm dies mit der Aussicht auf einen sinnvolleren Tod im Krieg ausredet. Tagliaferro ist im Auftrag seines Obristen in der Gegend, um nach dessen Tochter zu suchen, die als Kind während eines früheren Feldzugs zurückgelassen werden musste. Es stellt sich heraus, dass es sich um Cecchina handelt, die somit adliger Abstammung ist. Der Marchese führt Tagliaferro zu der im Garten schlafenden Cecchina und lässt die beiden für einen Augenblick allein. Sandrina und Paoluccia sehen, wie Cecchina im Schlaf ihre Arme in Richtung Tagliaferros öffnet. Als der Marchese zurückkehrt, versuchen sie ihm einzureden, die beiden hätten ein Verhältnis.
Dritter Akt. Der Marchese erzählt seiner Schwester und Armidoro von seiner baldigen Hochzeit mit einer deutschen Baronin. Die Freude der beiden wird jedoch getrübt durch die Nachricht Sandrinas, dass der Marchese eine Heirat mit Cecchina plane. Sandrina teilt dies auch Mengotto mit und erinnert ihn an ihre unveränderte Liebe zu ihm. Der Marchese neckt Cecchina damit, dass er eine Adlige heiraten wolle. Er klärt dies aber schnell auf und erzählt ihr von ihrer Herkunft. Anschließend legt er den anderen Beweise für Cecchinas Identität vor. Er kann sie nun ohne weitere Konflikte heiraten. Mengotto entscheidet sich für Sandrina, und alle feiern.

### Erster Akt
Lieblicher Garten mit verschiedenen Blumen und Blick auf den Palast des Marchese
Szene 1. Die Gärtnerin Cecchina genießt die Natur im morgendlichen Garten (Arie Cecchina: „Che piacer, che bel diletto“).
Szene 2. Der Bauer Mengotto macht Cecchina den Hof und weist dabei besonders auf seine Redlichkeit hin (Strophe Mengotto: „Quel che d’amore si chiama il fiore“). Cecchina antwortet ausweichend, dass Treueschwüre im Allgemeinen schnell vergessen seien (Rezitativ und Strophe Cecchina: „Eh, Mengotto, Mengotto“ – „Ogni amatore“). Mehr als schwesterliche Freundschaft kann sie ihm nicht bieten. Das reicht Mengotto nicht aus (Arie Mengotto: „Non comoda all’amante“).
Szene 3. Der Grund für Cecchinas Zurückhaltung ist ihre heimliche Liebe zum Marchese, dem sie deshalb aus dem Weg gehen will, als er in den Garten kommt. Er hält sie jedoch auf und gesteht ihr seine Liebe. Das Gespräch wird durch das Nahen der Bäuerin Sandrina unterbrochen, und Cecchina läuft davon.
Szene 4. Der Marchese glaubt, dass Cecchina seine Liebe erwidert.
Szene 5. Sandrina trägt schwer an zwei Fruchtkörben (Strophe Sandrina: „Poverina, tutto il dì“). Der Marchese sucht ihre Unterstützung bei seiner Werbung um Cecchina, da er weiß, dass die beiden befreundet sind. Sandrina glaubt zunächst, er wolle um sie selbst werben. Daher ist sie enttäuscht, als er Cecchinas Namen nennt. Dennoch bittet er sie, in seinem Namen mit ihr zu sprechen (Arie Marchese: „È pur bella la Cecchina!“).
Szene 6. Der Cavaliere Armidoro trifft auf dem Weg zu seiner Verlobten, der Marchesa Lucinda, auf Sandrina, die ihm sogleich boshaft das unpassende Verhältnis Cecchinas mit dem Marchese andeutet (Arie Sandrina: „Sono una giovane“).
Szene 7. Armidoro denkt über seine eigene Beziehung zur Marchesa nach. Ihm ist neben der Liebe auch die Ehre sehr wichtig (Arie Armidoro: „Della sposa il bel sembiante“).
Ebenerdige Zimmer am Garten
Szene 8. Das Zimmermädchen Paoluccia meldet der Marchesa die Ankunft des Cavaliere.
Szene 9. Armidoro erzählt der Marchesa von der Verbindung ihres Bruders mit dem Bauernmädchen. Er erklärt, dass er auf die Ehre seiner Familie achten und sich trotz aller Liebe von ihr trennen müsse, falls der Marchese Cecchina tatsächlich heiraten sollte.
Szene 10. Die Marchesa ist äußerst empört über diese Nachricht. Sie lässt Cecchina kommen, um sie zur Rede zu stellen und entsprechende Maßnahmen zu ergreifen (Arie Paoluccia: „Che superbia maledetta“).
Szene 11. Die Marchesa teilt Cecchina mit, dass sie von nun an für ihre Schwester Aspasia arbeiten müsse. Sie soll das Haus sofort verlassen und darf sich nicht einmal von dem Marchese verabschieden. Cecchina bricht in Tränen aus.
Szene 12. Da erscheint der Marchese und will den Grund für ihre Verzweiflung erfahren. Seine Schwester fragt ihn direkt, ob er Cecchina heiraten wolle. Er antwortet zunächst ausweichend. Cecchina zeigt ihre ganze Not und Einsamkeit in einer Arie („Una povera ragazza“).
Szene 13. Der Marchese erklärt seiner Schwester, dass er keine Rücksicht auf sie nehmen werde.
Szene 14. Die Marchesa will sich an ihrem Bruder rächen (Arie Marchesa: „Furie di donna irata“).
Wäldchen mit Blick auf die Landschaft
Szene 15. Paoluccia und Sandrina lästern über Cecchina. Sie halten sie für ein Flittchen, das mit allen Männern des Dorfes anbändele. Sandrina ärgert es vor allem, dass sie ihr Mengotto abspenstig gemacht habe.
Szene 16. Cecchina verabschiedet sich von den beiden, die sie noch immer für Freundinnen hält (Quintett, Finale I: „Vo cercando, e non ritrovo“). Mengotto will sie zum Bleiben überreden. Als ihm aber Sandrina und Paoluccia von ihrem Verhältnis mit dem Marchese erzählen, gibt er sie auf. Kurz darauf erscheint der Marchese, dem gegenüber die beiden Mädchen behaupten, Cecchina sei die Geliebte Mengottos. Der Marchese verstößt sie daraufhin enttäuscht.

### Zweiter Akt
Wald in der Nähe der Villa
Szene 1. Den Marchese reuen seine harten Worte zu Cecchina bereits. Er hat sich auf die Suche nach ihr begeben (Arie Marchese: „Dov’è Cecchina, oh ciel?“).
Szene 2. Armidoro befiehlt einer Gruppe bewaffneter Männer, Cecchina in die Stadt zu bringen, und zieht sich zurück.
Szene 3. Cecchina will wissen, wohin sie geführt wird.
Szene 4. Mengotto erkennt die Situation und bittet eine Gruppe vorbeikommender Jäger, die Entführer zu vertreiben. Diese fliehen. Dabei verliert einer von ihnen sein Schwert.
Szene 5. Cecchina dankt ihren Rettern. Sie ist bereit, sich von Mengotto, in seine Hütte bringen zu lassen. Da erscheint der Marchese, ergreift ihre Hand und läuft mit ihr davon.
Szene 6. Verzweifelt will sich Mengotto in das zurückgelassene Schwert stürzen (Rezitativ mit Violinen und Arie Mengotto: „Ah, povero Mengotto“ – „Ah, Cecchina… il tuo Mengotto…“). Der deutsche Kürassier Tagliaferro verhindert dies. Er überredet Mengotto, sein Leben stattdessen der Armee zu widmen (Arie Tagliaferro: „Star trompette, star tampurri“).
Ebenerdige Loggien
Szene 7. Armidoro versichert der Marchesa, dass Cecchina endgültig fort sei, und versichert ihr seine Liebe (Arie Armidoro: „Cara, s’è ver ch’io v’ami“).
Szene 8. Sandrina und Paoluccia berichten den beiden von Cecchinas Rückkehr in Gesellschaft des Marchese (Duett: „Per il buco della chiave“).
Szene 9. Die Marchesa hofft, dass Armidoro ihr weiterhin die Treue hält (Arie Marchesa: „So che fedel m’adora“).
Szene 10. Der Marchese warnt die beunruhigte Cecchina vor dem Zorn seiner Schwester. Er versucht, sie zu beruhigen, und verspricht ihr die Ehe. Cecchina fühlt sich dennoch unsicher (Arie Cecchina: „Alla larga, alla larga, signore“). Sie zieht sich zurück.
Szene 11. Tagliaferro informiert sich beim Marchese über Cecchinas Herkunft. Er sucht im Auftrag seines Obristen nach dessen Tochter Mariandel, die bei einem früheren Feldzug in dieser Gegend zurückgelassen werden musste. Der Marchese ahnt, dass es sich um Cecchina handelt, die er damals als Findelkind in sein Haus aufgenommen hatte. Tagliaferro bestätigt, dass sie ein Muttermal auf der Brust hat. Der Marchese schwärmt ihm von Cecchinas großer Schönheit vor (Arie Marchese: „Vederete una figliola“).
Abgelegener Ort mit Bäumen
Szene 12. Cecchina versucht, ihren Seelenfrieden wiederzufinden. Sie sehnt sich nach ihrer echten Familie, von der sie nichts weiß (Rezitativ und Arie Cecchina: „Almen fra queste piante“ – „Vieni, il mio seno“) und schläft ein.
Szene 13. Der Marchese führt Tagliaferro zu der schlafenden Cecchina und lässt die beiden für einen Moment allein, um Vorbereitungen für die Hochzeit zu treffen.
Szene 14. Tagliaferro hört, wie Cecchina im Schlaf von ihrem Vater spricht. Sie öffnet die Arme, um diesen an ihr Herz zu schließen. Tagliaferro nähert sich ihr.
Szene 15. Sandrina und Paoluccia beobachten die Szene und sprechen Tagliaferro an. Cecchina erwacht. Die beiden Mädchen necken sie mit ihrem vermeintlichen Rendezvous im Garten (Quintett, Finale II: „Sì, signora, di lassù“). Cecchina weiß natürlich von nichts. Der Marchese lässt sich nach seiner Rückkehr durch die fortgesetzten Lügen der Mädchen nicht beirren.

### Dritter Akt
Ebenerdige Zimmer am Garten
Szene 1. Paoluccia erzählt Armidoro und der Marchesa von Cecchinas angeblichem Stelldichein mit dem Soldaten – ein Beweis für die notorische Untreue der Männer.
Szene 2. Der Marchese teilt seiner Schwester und Armidoro mit, dass er bald eine Baronin, die Tochter eines deutschen Hauptmanns, heiraten werde. Außerdem habe er bereits einen Ersatz für Cecchina gefunden, die nicht mehr als Gärtnerin in seinem Haus arbeiten werde.
Szene 3. Armidoro und die Marchesa jubilieren über diese Nachricht (Arie Armidoro: „Chi più di me contento“).
Szene 4. Die Freude der Marchesa wird getrübt, als Sandrina ihr mitteilt, dass ihr Bruder bereits seine Hochzeit mit Cecchina vorbereite. Sie fühlt sich betrogen (Arie Marchesa: „Sento che il cor mi dice“).
Szene 5. Auch Mengotto ist verwirrt über die widersprüchlichen Gerüchte. Sandrina versichert ihm, dass es sich bei der Braut des Marchese um Cecchina handle. Sie tröstet Mengotto damit, dass sie selbst ihn noch immer liebe (Arie Sandrina: „Son tenera di pasta“).
Szene 6. Mengotto glaubt, dass er über den Verlust Cecchinas hinwegkommen wird (Arie Mengotto: „Vedo la bianca“).
Szene 7. Der Marchese und Tagliaferro freuen sich auf den Zeitpunkt, an dem sie Cecchina über ihre Herkunft aufklären können (Arie Tagliaferro: „Ah, comme tutte je consolar“).
Szene 8. Der Marchese neckt Cecchina damit, dass er bald eine wunderschöne deutsche Baronin namens Marianna heiraten werde. Ihren Schrecken darüber nimmt er aber schnell durch die Offenbarung, dass sie selbst diejenige sei, und erzählt ihr die Geschichte ihrer Herkunft (Duett: „La baronessa amabile“).
Prächtiger Saal mit Kolonnaden, Statuen und Seitenportalen
Szene 9. Die Marchesa, Armidoro, Sandrina, Paoluccia und Mengotto rätseln noch immer, wer die Braut sein wird.
Szene 10. Der Marchese kündigt den Auftritt der Baronin Marianna an.
Szene 11 „ultima“. Tagliaferro führt Cecchina herein, und der Marchese legt den anderen Dokumente vor, die ihre Identität eindeutig beweisen. Zudem schwört Tagliaferro bei seiner Soldatenehre, dass es sich um die Wahrheit handelt. Mengotto bittet Sandrina um ihre Hand. Cecchina reicht dem Marchese die ihrige (Oktett, Finale III: „Porgetemi la destra“). Sandrina und Paoluccia bitten Cecchina um Verzeihung, und alle feiern den Gott der Liebe.

## Gestaltung
Die Wahrnehmung dieser Oper wurde maßgeblich von Hermann Abert geprägt. Seiner Meinung führte dieses Werk die Mode des „Sentiments“ oder der „Rührseligkeit“ in die opera buffa ein. Auch das „Rondofinale“ – eine im Gegensatz zum an der Handlung entlang entwickelten „Kettenfinale“ in sich geschlossene Form – ist Abert zufolge eine Neuerung dieser Oper. Für beides lassen sich allerdings wohl Vorläufer finden, und das Rondo ist Reinhard Strohm zufolge schon durch die Textform „im Wesentlichen suggeriert“.:266f Die beiden Finalsätze des ersten und zweiten Akts sind verglichen mit denjenigen Wolfgang Amadeus Mozarts eher kurz und bleiben in einem engen tonalen Rahmen. Bis auf eine einzige Ausnahme beginnen alle Abschnitte auf der Tonika (Grundtonart) und enden auch auf dieser. Nach einer längeren modulierenden Eröffnung, die von wenigen wiederholten Motiven zusammengehalten wird, folgt eine Reihe kürzerer kontrastierender Abschnitte. Einige Motive werden in anderen Abschnitten wiederholt.
La buona figliuola galt lange als Ausgangspunkt für die Entwicklung der Opera semiseria als Zwischenglied von Opera buffa und Opera seria. Typisch für die Opera buffa ist der Konflikt, der sich aus den Standesunterschieden der Charaktere ergibt und auch hier zentral ist. Die Arie der Marchesa „Furia di donna irata“ (I:14) könnte hingegen aus einer Opera seria stammen, und Ähnliches gilt für die Arie des Armidoro „Cara, s’è ver ch’io v’ami“ (II:7). Buffoesk sind wiederum der kauderwelschende Soldat Tagliaferro, der Bauer Mengotto und die beiden Intrigantinnen Sandrina und Paoluccia, obwohl auch sie gelegentlich sentimentale Züge zeigen. Als Personen von „mezzo carattere“ gelten der Marchese und die Titelfigur Cecchina, in der sich beide Typen exemplarisch verbinden.
Arnold Jacobshagen sah in dem Werk trotz seiner sentimentalen Züge ein typisches Dramma giocoso des 18. Jahrhunderts. Diese Gattung verbindet eine hauptsächlich komische Oper mit ernsten Elementen, während bei der Semiseria die „potentiell tragische Handlung“ im Vordergrund steht und die Komik eher beiläufig ist. Die Opera semiseria wird von der jüngeren Musikwissenschaft auf die erste Hälfte des 19. Jahrhunderts eingegrenzt.
Besonders große Bekanntheit erreichten Cecchinas Arie „Una povera ragazza“ (I:12) und ihre Cavatine „Vieni, il mio seno“ (II:12).

### Orchester
Die Orchesterbesetzung der Oper umfasst die folgenden Instrumente:
- Holzbläser: zwei Flöten (auch Piccolo), zwei Oboen
- Blechbläser: zwei Hörner, zwei Trompeten
- Streicher
- Basso continuo

### Musiknummern
Die Oper enthält die folgenden Musiknummern (deutsche Textanfänge nach dem Leipziger Libretto von 1783 in der Übersetzung von Johann Joachim Eschenburg):
- Sinfonia

Erster Akt
- Nr. 1. Arie (Cecchina): „Che piacer, che bel diletto“ (Szene 1) / [Hannchen:] „O! des Anblicks voller Wonne“
- Nr. 2. Strophe (Mengotto): „Quel che d’amore si chiama il fiore“ (Szene 2) / [Lucas:] „Besser als Reichthum, edler als Schönheit“
- Nr. 3. Rezitativ und Strophe (Cecchina): „Eh, Mengotto, Mengotto“ – „Ogni amatore“ (Szene 2) / [Hannchen:] „Jeder Verliebter trägt auf den Lippen“
- Nr. 4. Arie (Mengotto): „Non comoda all’amante“ (Szene 2) / [Lucas:] „Die schwesterliche Liebe“
- Nr. 5. Strophe (Sandrina): „Poverina, tutto il dì“ (Szene 5) / [Röschen:] „Armes Mädchen! Last und Müh“
- Nr. 6. Arie (Marchese): „È pur bella la Cecchina!“ (Szene 5) / [Baron:] „Welch ein Mädchen! – zum Entzücken“
- Nr. 7. Arie (Sandrina): „Sono una giovane“ (Szene 6) / [Röschen:] „Immer noch blieb ich treu und verschwiegen“
- Nr. 8. Arie (Cavaliere Armidoro): „Amo, è ver, la Marchesa“ – „Della sposa il bel sembiante“ (Szene 7) / [Graf:] „Zärtlichkeit; mit Zaubertönen“
- Nr. 9. Arie (Paoluccia): „Che superbia maledetta“ (Szene 10) / [Baronesse:] „Welche nie erhörte Dinge“
- Nr. 10. Arie (Cecchina): „Una povera ragazza“ (Szene 12) / [Hannchen:] „Mich von aller Welt verlassen“
- Nr. 11. Arie (Marchesa): „No, non gli riuscirà“ – „Furie di donna irata“ (Szene 14) / [Baronesse:] „Wuth der gekränkten Liebe“
- Nr. 12. Quintett, Finale I: „Vo cercando, e non ritrovo“ (Szene 16) / [Hannchen:] „Ach ich such’… und noch vergebens…“

Zweiter Akt
- Nr. 13. Arie (Marchese): „Dov’è Cecchina, oh ciel?“ (Szene 1) / [Baron:] „Weh mir, daß sie mich flieht!“
- Nr. 14. Rezitativ mit Violinen und Arie (Mengotto): „Ah, povero Mengotto“ – „Ah, Cecchina… il tuo Mengotto…“ (Szene 6) / [Lucas:] „Böses Hannchen! sieh, dein Lucas“
- Nr. 15. Arie (Tagliaferro): „Star trompette, star tampurri“ (Szene 6) / [Siegmund:] „Da sind Trommeln und Trompeten“
- Nr. 16. Arie (Cavaliere Armidoro): „Cara, s’è ver ch’io v’ami“ (Szene 7) / [Graf:] „Längst schwur mein Herz die Treue“
- Nr. 17. Duett (Paoluccia, Sandrina): „Per il buco della chiave“ (Szene 8) / [Julchen, Röschen:] „Eben sah ich durch die Thüre“
- Nr. 18. Arie (Marchesa): „Che risolvo, che fo?“ – „So che fedel m’adora“ (Szene 9) / [Baronesse:] „Dich, süße Ruh der Seelen“
- Nr. 19. Arie (Cecchina): „Alla larga, alla larga, signore“ (Szene 10) / [Hannchen:] „Nicht so frey, nicht so frey will ich bitten“
- Nr. 20. Arie (Marchese): „Vederete una figliola“ (Szene 11) / [fehlt]
- Nr. 21. Rezitativ und Arie (Cecchina): „Almen fra queste piante“ – „Vieni, il mio seno“ (Szene 12) / [Hannchen:] „Seufzend erlieg’ ich“
- Nr. 22. Quintett, Finale II: „Sì, signora, di lassù“ (Szene 15) / „Das läßt ehrbar! das läßt schön!“

Dritter Akt
- Nr. 23. Arie (Cavaliere Armidoro): „Chi più di me contento“ (Szene 3) / [Baron:] „Froh lächelt mir die Zukunft“
- Nr. 24. Arie (Marchesa): „Sento che il cor mi dice“ (Szene 4) / [Hannchen:] „Herz sey den Freuden offen“
- Nr. 25. Arie (Sandrina): „Son tenera di pasta“ (Szene 5) / [Julchen:] „Ich bin sein sanftes Mädchen“
- Nr. 26. Arie (Mengotto): „Mi spiaceria pur tanto“ – „Vedo la bianca“ (Szene 6) / [Lucas:] „Schön ist die Blonde“
- Nr. 27. Arie (Tagliaferro): „Ah, comme tutte je consolar“ (Szene 7) / [Siegmund:] „Wenn beym Getümmel lärmender Schlacht“
- Nr. 28. Duett (Marchese, Cecchina): „La baronessa amabile“ (Szene 8) / [Baron, Hannchen:] „Voll von erwünschter Heiterkeit“
- Nr. 29. Oktett, Finale III: „Porgetemi la destra“ (Szene 11) / „Komm weigre dich nicht“

## Werkgeschichte

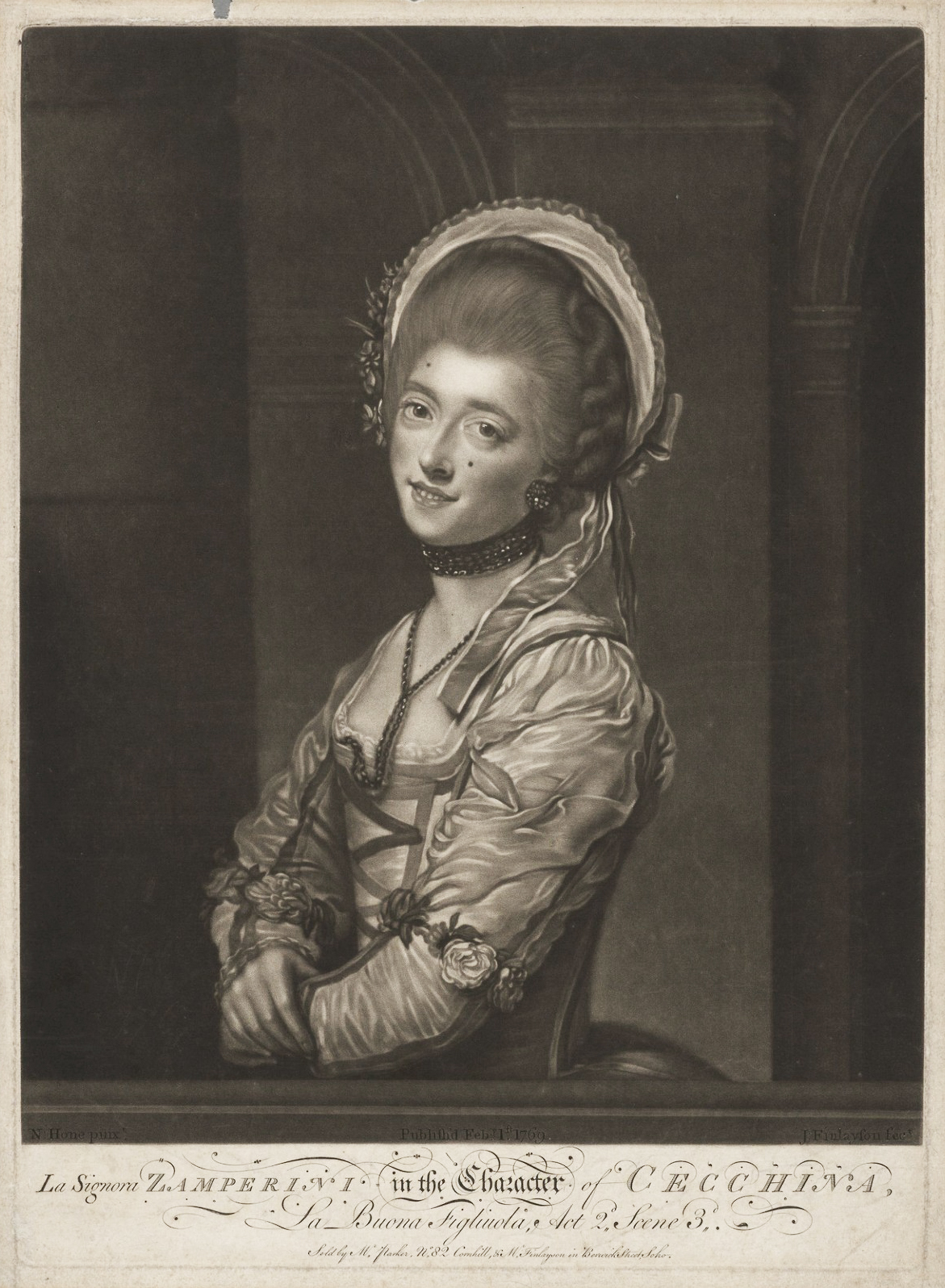
John Finlayson nach Nathaniel Hone: Signora Zamperini als Cecchina (1769)

Für seine Oper La buona figliuola nutzte der Komponist Niccolò Piccinni ein bereits existierendes Libretto von Carlo Goldoni, das dieser ursprünglich für eine gleichnamige Oper von Egidio Duni (Uraufführung: Parma 1756) verfasst hatte. Dabei handelte es sich um eine Bearbeitung seiner Prosakomödie Pamela nubile bzw. La Pamela ossia La virtù premiata aus dem Jahr 1750, die wiederum auf dem Roman Pamela, or Virtue Rewarded von Samuel Richardson von 1740 basierte. Im Gegensatz zur Vorlage nivellierte Goldoni den Standesunterschied zwischen dem Hausmädchen Pamela und ihrem Dienstherrn, indem sie sich als Tochter eines schottischen Grafen erweist. Im Vorwort zu seinem Schauspiel erklärte Goldoni dies damit, dass er liebend gerne ebenso wie Richardson den Lohn der Tugend in das Zentrum gestellt hätte, dafür aber nicht den Anstand der Familie opfern wollte.
Dunis Oper wurde 1758 auch in Turin gezeigt, und in der Karnevalssaison 1760 wurde am venezianischen Teatro San Moisè eine Neuvertonung von Salvatore Perillo gespielt. Den ganz großen Erfolg erzielte die Komödie allerdings durch Piccinnis Fassung, die im selben Jahr in Rom uraufgeführt wurde und anschließend ihren Siegeszug um die Welt antrat. Goldonis Memoiren zufolge wählte Piccinni das Libretto selbst aus. Für die Komposition soll er lediglich achtzehn Tage benötigt haben.
Aufgrund eines Dekrets von Papst Sixtus V. aus dem Jahr 1588, das Frauen Bühnenauftritte im Kirchenstaat untersagte, wurden bei der Uraufführung am 6. Februar 1760 im Teatro delle Dame in Rom alle Rollen mit Männern besetzt. Die Frauenpartien und die Sopranpartie des Armidoro übernahmen Kastraten. Es sangen Gaspero Savoj (Marchesa Lucinda), Carlo De Cristofori (Cavaliere Armidoro), Giovanni Lovatini (Marchese della Conchiglia), Francesco Pieri (Paoluccia), Tommaso Borghesi (Cecchina), Giuseppe Giustinelli (Sandrina), Francesco Carattoli (Tagliaferro) und Giuseppe Casaccia (Mengotto).
Bis 1790 gab es mehr als siebzig verschiedene Produktionen, auch unter anderen Titeln wie La baronessa riconosciuta, La Cecchina zitella oder Cecchina nubile. Ernst Ludwig Gerber schrieb im Historisch-biographischen Lexikon der Tonkünstler, die Cecchina sei die „vollkommenste unter allen italiänischen komischen Opern […] welche daselbst eine Bewunderung erregte, die an den Fanatismus grenzte. Man hat kein Beyspiel, daß eine Oper eine solche glänzende Aufnahme, mit so vielem Rechte und so allgemein unterhalten, gehabt hätte. Seit mehr als zwanzig Jahren siehet man sie nun auf allen Theatern Italiens und Europas überhaupt, immer mit neuer Bewunderung“. Der gewaltige Erfolg zeigte sich auch in der Beliebtheit von Gebrauchsartikeln und Kleidungsstücken „alla Cecchina“.:266
Außerhalb Italiens sind die folgenden historischen Aufführungen nachweisbar:

Das gute Mädchen. Titelblatt des Librettos, Leipzig 1783

- Barcelona: 1760 (italienisch) und 1770 (spanisch von A. Bazo)
- Nürnberg: 1762 (italienisch)
- Prag: 1762 und 1775
- Braunschweig: 1763 als Das gute Mädchen
- Wien: 1764 im Palast von Laxenburg (italienisch); 1768 und 1777 im Burgtheater (italienisch); 1776 im Theater am Kärntnertor (französisch); 1784 im Theater am Kärntnertor (deutsch)
- Bonn: 1764 (italienisch) und 1772
- Dresden: 1765 (italienisch), 1768, 1772 und 1781
- Innsbruck: 1765
- Madrid: 1765 (spanisch von A. Bazo; mit zusätzlicher Musik von P. Esteve)
- Warschau: 1765 (italienisch als La buona figliola putta) und 1783 (polnisch als Czekina albo Cnotliwa panienka von W. Boguslawski)
- London, Theatre Royal Haymarket: 1766 in einer Bearbeitung von Giovanni Gualberto Bottarelli mit vielen Wiederaufnahmen bis 1810
- London, Covent Garden: 1766/1767, 1773 und 1781 in einer Fassung von Edward Toms als The Accomplish’d Maid; das Libretto erschien 1777 als das erste einer italienischen Oper in Amerika im Druck, eine Aufführung dort ist jedoch nicht nachweisbar
- Berlin: 1768 (italienisch); 1777 im Döbbelinschen Theater (deutsch von Johann Joachim Eschenburg); 1787 im Nationaltheater
- Mannheim: 1769 (italienisch mit deutscher Übersetzung) als La buona figliola zitella bzw. Das gute Mägdchen; 1782 (deutsch)
- Koblenz: 1769
- Kopenhagen: 1769/1770 und 1777 (italienisch mit dänischer Übersetzung von F. A. Friis); 1772 (französisch)
- Paris, Comédie-Italienne: 1771 (französisch von Jean-François Cailhava), 1773, 1777 unter Piccinnis Aufsicht
- Paris, Opéra: 1778 (italienisch)
- Paris, Théâtre de Monsieur: 1790 (italienisch)
- Brüssel: 1771 (französisch)
- Maastricht: 1772 (französisch)
- Köln: 1772
- Valladolid: 1772 (spanisch von A. Bazo)
- Laibach: 1773
- Ceuta (Marokko): 1773 (Italien)
- Sevilla: 1764
- San Ildefonso (Spanien): 1767; mit drei zusätzlichen Arien von Marescalchi
- Valencia: 1769
- Aranjuez: 1769
- Bastia (Korsika): 1775 (italienisch)
- Dublin: 1766 (?) im Smock Alley Theatre; 1775 im Theater der Fishamble Street (englisch von Thomas Holcroft) als The Maid of the Vale mit neuer Musik von Michael Arne; 1777 (italienisch)
- Prag: 1775
- Eszterháza: 1776 (italienisch)
- Graz: 1778
- Lüttich: 1779 (französisch)
- Leipzig: 1778 und 1783
- Stuttgart: 1778
- Sankt Petersburg: 1778 (deutsch); 1779 (italienisch)
- Hamburg: 1779 (deutsch)
- Stockholm: 1781 (italienisch) und bis September 1788 (schwedisch von Carl Envallsson)
- Kremsmünster: 1781 (italienisch)
- Kuskowo: 1782 (russisch von I. A. Dmitrevsky)
- Kassel: 1784
- Riga: 1777 (italienisch), 1785 (deutsch)
- Vilnius: 1799

Pierre Louis Ginguené zufolge soll sie noch vor 1778 durch italienische Jesuiten an den Hof nach Peking gebracht worden sein.
Für Bologna 1761 komponierte Piccinni eine Fortsetzung mit dem Titel La buona figliuola maritata, der ebenfalls ein Text Goldonis zugrunde lag. Auch diese Oper wurde in vielen Städten inner- und außerhalb Italiens aufgeführt. Außerdem erschienen diverse Parodien und Fortsetzungen anderer Komponisten, beispielsweise die 1766 in Venedig gespielte La buona figliola supposta vedova von Gaetano Latilla auf einen Text von Antonio Bianchi. Eine spätere Vertonung von Goldonis Libretto stammt von Achille Graffigna (1886).
1928 gab es anlässlich der Feiern zum 200. Geburtstag des Komponisten eine Neuproduktion in seiner Heimatstadt Bari unter dem Dirigenten Pasquale La Rotella. Eine Bearbeitung von Giacomo Benvenuti wurde 1940 unter Tullio Serafin vier Mal an der Oper Rom und anschließend auch in Florenz gespielt. In den 1950er Jahren wurden in Mailand Inszenierungen von Giorgio Strehler und Franco Zeffirelli gezeigt. 1969 zeigte das Teatro San Carlo in Neapel eine Inszenierung von Virginio Puecher mit Mirella Freni in der Titelrolle. Der Dirigent war Franco Caracciolo. Ein Videomitschnitt wurde im italienischen Fernsehen gezeigt. Es folgten Produktionen in Rom (1981, Dirigent: Gianluigi Gelmetti), Sydney (1982, Dirigent: Richard Bonynge), beim Buxton Festival (1985, Inszenierung: John Dexter) und beim Festival della Valle d’Itria in Martina Franca (Dirigent: Bruno Campanella). 2005 stand das Werk in einer Inszenierung von Simone Zeisberg-Meiser auf dem Programm der Kammeroper Schloss Rheinsberg. Die musikalische Leitung hatte Fausto Nardi.

## Aufnahmen
- 30. Oktober 1969 – Franco Caracciolo (Dirigent), Virginio Puecher (Regie), Eugenio Guglielminetti (Bühne und Kostüme), Orchestra „Alessandro Scarlatti“ della Radiotelevisione Italiana.
 Gloria Trillo (Marchesa Lucinda), Valeria Mariconda (Cavaliere Armidoro), Werner Hollweg (Marchese della Conchiglia), Bianca Maria Casoni (Paoluccia), Mirella Freni (Cecchina), Rita Talarico (Sandrina), Rolando Panerai (Tagliaferro), Sesto Bruscantini (Mengotto).
 Video; aus dem Teatro San Carlo in Neapel.
 TV-Übertragung auf Rai 5 am 14. Februar 2021.[12][14]
- 25. November 1969 – Franco Caracciolo (Dirigent), Orchester der RAI.
 Besetzung wie in der Aufnahme vom 30. Oktober 1969.
 Zweite Fassung; live, konzertant.
 MRF (3 LPs).[15]:12900
- 4. Februar 1981 – Gianluigi Gelmetti (Dirigent), Orchester des Teatro dell’Opera di Roma.
 Emilia Ravaglia (Marchesa Lucinda), Lucia Aliberti (Cavaliere Armidoro), Ugo Benelli (Marchese della Conchiglia), Elena Zilio (Paoluccia), Margherita Rinaldi (Cecchina), Renata Baldisseri (Sandrina), Enzo Dara (Tagliaferro), Alessandro Corbelli (Mengotto).
 Erste Fassung; live aus Rom.
 Fonit Cetra CD: CDC 95, Warner Fonit 3984-29180-2 (2 CDs).[16][15]:12901
- 1990 – Bruno Campanella (Dirigent), Orchestra Serenissima Pro Arte.
 Gabriella Morigi (Marchesa Lucinda), Alessandra Ruffini (Cavaliere Armidoro), Giuseppe Morino (Marchese della Conchiglia), Sara Mingardo (Paoluccia), Maria Angeles Peters (Cecchina), Maria Cristina Zanni (Sandrina), Bruno Praticò (Tagliaferro), Pietro Spagnoli (Mengotto).
 Live aus Valle d’Itria.
 Memories DR3101-3 (3 CDs).[17][15]:12902
- 27. November 2000 – Vito Paternoster (Dirigent), La Lyra di Anfione.
 Graziella Merrino (Marchesa Lucinda), Eun Young Oh (Cavaliere Armidoro), Danilo Formaggia (Marchese della Conchiglia), Larissa Schmidt (Paoluccia), Serena Farnocchia (Cecchina), Eugenia Pont-Burgoyne (Sandrina), Piero Terranova (Tagliaferro), Davide Pelissero (Mengotto).
 Live aus dem Teatro Piccinni in Bari.
 Bongiovanni GB 2293/94-2 (2 CDs).[18]

## Digitalisate
- La buona figliuola: Noten und Audiodateien im International Music Score Library Project
- Theatervorlage Goldonis: Scelte commedie di Carlo Goldoni: La bottega del caffè ; Pamela nubile ; Pamela maritata ; Il cavaliere e la dama. Digitalisat bei Google Books
- Rom 1760: Libretto (italienisch). Digitalisat der Biblioteca Comunale dell’Archiginnasio in Bologna
- Mannheim 1769: La buona figliuola zittella. Libretto (italienisch). Digitalisat der Universitätsbibliothek Heidelberg / Das gute Mägdchen. Libretto (deutsch). Digitalisat des Münchener Digitalisierungszentrums
- Leipzig 1783: Das gute Mädchen: eine Operette in drei Akten. Libretto (deutsch). Digitalisat der Library of Congress. Übersetzung: Johann Joachim Eschenburg
- Hamburg 1791: Gesänge aus dem Singspiele: Das gute Mädchen: in zwei Aufzügen, nach der Buona Figliuola. Libretto (deutsch). Digitalisat der Library of Congress. Übersetzung: Johann Joachim Eschenburg